# Purmojärvi
Purmojärvi är en sjö i Finland. Den ligger i kommunen Kauhava i landskapet Södra Österbotten, i den centrala delen av landet, 400 km norr om huvudstaden Helsingfors. Purmojärvi ligger 64,5 meter över havet. Arean är 3,9 kvadratkilometer och strandlinjen är 20,28 kilometer lång. Sjön  ingår i Purmo å huvudavrinningsområde.   I omgivningarna runt Purmojärvi växer i huvudsak blandskog.
I övrigt finns följande i Purmojärvi:
- Kalliosaari (en ö)
- Kissisaari (en ö)
- Hamppusaari (en ö)

I övrigt finns följande vid Purmojärvi:
- Vekarajärvi (en sjö)